# Mário Ferreira dos Santos
Mário Dias Ferreira dos Santos (Tietê, São Paulo, 3 de enero de 1907-São Paulo, 11 de abril de 1968) fue un filósofo y abogado brasileño, creador de un sistema filosófico que llamó Filosofía Concreta. Escribió varios libros sobre diversas áreas del conocimiento (filosofía, psicología, oratoria, ontología, lógica, etc.), publicado con sus propios recursos bajo el nombre de "Enciclopedias de las Ciencias Filosóficas y Sociales".
Según Mário Ferreira dos Santos, su Filosofía Concreta se basaría por completo en la lógica, ya que no tenía la posibilidad de descifrar sus presupuestos, a los que llamó "tesis", denominados características tales como apoditicidad lógica. La primera tesis es la base de toda su filosofía: "Alguna cosa hay, y la nada absoluta no hay", de la cual extrae otras tesis, pasando los principales temas de la filosofía a través de los métodos de la Filosofía de la matemática. Cario Beraldo, en el libro que dedicó a la filosofía de Mário Ferreira en la Enciclopedia Filosófica del Centro di Studi Filosofia di Gallarate, definió la filosofía de Mário como una síntesis "al mismo tiempo tradicional y personal" de Pitágoras y la escolástica.
También escribió extensamente sobre religión y conceptos religiosos, y en Brasil fue un estudioso del llamado anarquismo cristiano, visto bajo una óptica muy particular, habiendo sido activo participante del Centro de Cultura Social, uno de los más importantes núcleos anarquistas de São Paulo de la primera mitad del siglo.

## Obras
- Teses da Existência e da Inexistência de Deus - bajo el seudónimo de Charles Duclos. Editora e Distribuidora Sagitário, 1946.
- Se a Esfinge Falasse - bajo el seudónimo de Dan Andersen. Editora e Distribuidora Sagitário, 1946.
- Realidade do Homem - bajo el seudónimo de Dan Andersen. Editora e Distribuidora Sagitário, 1947.
- Curso de Oratória e Retórica, Editora Logos, 1953..
- Técnica do Discurso Moderno. Editora Logos, 1953.
- Filosofia e Cosmovisão. Editora Logos, 1954, É Realizações, 2015 (2ª edición).
- Lógica e Dialética. Editora Logos, 1954, PAULUS, 2007 (2ª edición)
- Psicologia. Editora Logos, 1954.
- Teoria do Conhecimento. Editora Logos, 1954.
- Ontologia e Cosmologia. Editora Logos, 1954.
- O Homem que Nasceu Póstumo. Editora Logos, 1954.
- Curso de Integração Pessoal. Editora Logos, 1954.
- Análise Dialética do Marxismo. Editora Logos, 1954.
- Tratado de Simbólica. Editora Logos, 1955, É Realizações, 2007 (2ª edición).
- Filosofia da Crise. Editora Logos, 1955 (1ª edición), É Realizações, 2017 (2ª edición).
- O Homem Perante o Infinito (Teologia). Editora Logos, 1955.
- Aristóteles e as Mutações. Editora Logos, 1955.
- Noologia Geral. Editora Logos, 1956.
- Filosofia Concreta (3 volúmenes). Editora Logos, 1956, É Realizações, 2009 (2ª edición).
- Sociologia Fundamental e Ética Fundamental. Editora Logos, 1957.
- Filosofias da Afirmação e da Negação. Editora Logos, 1957.
- Práticas de Oratória. Editora Logos, 1957.
- A casa das paredes geladas. Editora Logos, 1958.
- O Um e o Múltiplo em Platão. Editora Logos, 1958, IBRASA, 2001 (2ª edición).
- Métodos Lógicos e Dialéticos (3 volúmenes). Editora Logos, 1959.
- Pitágoras e o Tema do Número. Editora Logos, 1960. IBRASA, 2000 (2ª edición)
- Páginas Várias. Editora Logos, 1960.
- Filosofia Concreta dos Valores. Editora Logos, 1960.
- Convite à Estética. Editora Logos, 1961.
- Convite à Psicologia Prática. Editora Logos, 1961.
- Convite à Filosofia. Editora Logos, 1961.
- Tratado de Economia (2 volúmenes). Editora Logos, 1962.
- Filosofia e História da Cultura (3 volúmenes). Editora Logos, 1962.
- Análise de Temas Sociais (3 volúmenes). Editora Logos, 1962.
- O Problema Social. Editora Logos, 1962.
- Dicionário de Filosofia e Ciências Culturais (4 volúmenes). Editora Matese, 1963.
- Dicionário de Pedagogia e Puericultura (3 volúmenes). Editora Matese, 1965.
- Origem dos Grandes Erros Filosóficos. Editora Matese, 1965.
- Protágoras. Editora Matese, 1965.
- Isagoge de Porfírio. Editora Matese, 1965.
- Grandezas e Misérias da Logística. Editora Matese, 1966.
- Invasão Vertical dos Bárbaros. Editora Matese, 1967.
- Erros na Filosofia da Natureza. Editora Matese, 1967.
- A Sabedoria dos Princípios. Editora Matese, 1967.
- A Sabedoria da Unidade. Editora Matese,  1967.
- A Sabedoria do Ser e do Nada. Editora Matese, 1968.
- O Apocalipse de São João (póstumo). Editorial Cone Sul, 1998.
- A Sabedoria das Leis Eternas (póstumo). É Realizações, 2001.
- Cristianismo, a Religião do Homem (póstumo). EDUSC, 2003.
- Homens da Tarde (póstumo). É Realizações, 2019.